# Довге (Вілейський район)
Довге (біл. вёска Доўгае) — село в складі Вілейського району Мінської області, Білорусь. Село підпорядковане Нарочанській сільській раді, розташоване в північній частині області.